# Tarentola parvicarinata
Espèce
Tarentola parvicarinata est une espèce de geckos de la famille des Phyllodactylidae.

## Répartition
Cette espèce se rencontre dans l'ouest du Mali, au Sierra Leone, dans le nord de la Guinée, dans le sud de la Mauritanie, au Sahara occidental et dans l'est du Sénégal.

## Publication originale
- Joger, 1980 : Eine neue Art der Gattung Tarentola (Sauria: Gekkonidae) aus Westafrika. Amphibia-Reptilia, vol. 1, p. 137-147.